# Berezivka, Troițke
Berezivka (în ucraineană Березівка) este localitatea de reședință a comunei Berezivka din raionul Troițke, regiunea Luhansk, Ucraina.

## Demografie
Componența lingvistică a localității Berezivka
     Ucraineană (100%)
Conform recensământului din 2001, toată populația localității Berezivka era vorbitoare de ucraineană (100%).